# وزارة الكهرباء والماء (البحرين)
وزارة الكهرباء والماء في مملكة البحرين هي الوزارة المسؤولة عن قطاع الكهرباء والماء في المملكة، وزير الكهرباء والماء حالياً هو ياسر إبراهيم حميدان منذ 13 يونيو 2022.

## وزراء الكهرباء والماء

### قائمة وزراء الكهرباء والماء في مملكة البحرين
|   | الاسم                                   | فترة تولي المنصب | فترة تولي المنصب |
| - | --------------------------------------- | ---------------- | ---------------- |
| 1 | ماجد جواد الجشي                         | 25 أغسطس 1975    | 26 يونيو 1995    |
| 2 | عبدالله محمد جمعة                       | 26 يونيو 1995    | 31 مايو 1999     |
| 3 | الشيخ دعيج بن خليفة بن محمد آل خليفة    | 31 مايو 1999     | 1 أغسطس 2001     |
| 4 | الشيخ عبدالله بن سلمان بن خالد آل خليفة | 1 أكتوبر 2001    | 11 ديسمبر 2007   |
| 5 | فهمي علي الجودر                         | 2 نوفمبر 2010    | 6 ديسمبر 2014    |
| 6 | الدكتور عبدالحسين علي ميرزا             | 3 يونيو 2016     | 5 أكتوبر 2019    |
| 7 | وائل ناصر المبارك                       | 5 أكتوبر 2019    | 13 يونيو 2022    |
| 8 | ياسر إبراهيم حميدان                     | 13 يونيو 2022    | حتى الآن         |

## الهيكل التنظيمي للوزارة
وفقاً للمرسوم رقم 22 لسنة 2022 
- وزير شؤون الكهرباء والماء (بدرجة وكيل مساعد) ويتبعه:
  - مدير عام كفاءة الطاقة ويتبعه:
    - إدارة كفاءة الطاقة والتبريد المركزي
    - إدارة الطاقة المتجددة والبحوث

  - إدارة العلاقات العامة والدولية